# Asuridia decussa
Asuridia decussa är en fjärilsart som beskrevs av George Thomas Bethune-Baker 1910. Asuridia decussa ingår i släktet Asuridia och familjen björnspinnare. Inga underarter finns listade i Catalogue of Life.